# باول سميث (لاعب كرة قدم بريطاني)
باول سميث (بالإنجليزية: Paul Smyth)‏ (10 سبتمبر 1997 في المملكة المتحدة - ) هو لاعب كرة قدم بريطاني في مركز الهجوم. لعب مع كوينز بارك رينجرز.

## وصلات خارجية
- باول سميث على موقع الاتحاد الأوربي (الإنجليزية)
- باول سميث على موقع قاعدة بيانات كرة القدم.إي يو (الإنجليزية)
- باول سميث على موقع ناشيونال فوتبول تيمز (الإنجليزية)
- باول سميث على موقع Soccerbase.com (لاعب) (الإنجليزية)
- باول سميث على موقع Soccerway.com (الإنجليزية)